# Фальстрём, Эйвинд
Эйвинд Фальстрём (швед. Öyvind Fahlström; 28 декабря 1928, Сан-Паулу, Бразилия — 9 ноября 1976, Стокгольм, Швеция) — шведский художник.

## Биография и творчество
Детство художника прошло в Бразилии, в Швецию он переехал в 1939 году. В 1949—1952 гг. изучал археологию и историю искусства в Стокгольмском университете, специализировался на манускриптах доколумбовой эпохи, интересовался театром.
В начале 1950-х работал журналистом, писал пьесы и стихи, в 1952 начал создавать свои первые картины. В 1953 опубликовал манифест Hipy Papy Bthuthdth Thuthda Bthuthdy: Manifesto for Concrete Poetry (Стокгольм), в котором манипулировал языком независимо от значения слов. Он увидел богатство, одновременно чувственное и интеллектуальное, в фонетическом материале и искажениях, которые случаются, когда буквы переносятся на другое место.
В последующие годы он работал преимущественно над живописью большого формата, названной Ade-Ledic-Nander II (1955—1957), где иероглифические знаки расположены в больших антагонистических группах. Далее он использовал образы из таких комиксов как «Krazy Kat» и «Mad», переделывая их таким образом, что они становились почти неузнаваемыми. Фальстрем использовал язык как базовый материал и неожиданный угол зрения для выявления скрытого контекста.
После пребывания в Париже (1956—1959), в 1961 Фальстрём вместе с женой, художницей Барбро Эстлин, переехал в Нью-Йорк. В этот период он начал добавлять трехмерные элементы в свои работы, часто представляя игровые сценарии, подразумевающие участие зрителя. В 1962 создал несколько версий работы Sitting. Во второй из этих версии (1962) он включил отдельные формы, которые при помощи магнита могли быть перемещены на поверхности картины, создавая то, что он определил как переменная живопись («variable paintings»). В таких работах как The Planetarium (1963) «переменные» формы все ещё остаются на поверхности картины, но в Dr Schweitzer’s Last Mission (инсталляция, 1964—1966) части покинули поверхность картины и размещены в пространстве.
Фальстрём стремился размыть границы между медиа, которые он использовал. Помимо живописи он организовывал хеппенинг(«Aida», 1962; «Ur Mellanöl 1 and 2», «Fahlströms Hörna», 1964), ставил пьесы («Hammarskjöld om Gud», 1965; «Kisses Sweeter than Wine», 1966), фильмы («Mao-Hope March», 1966; «U-Barn, East Village, Revolution Now», 1968; «Du gamla du fria», 1971) и радио постановки («Fåglar i Sverige», 1963; «Den helige Torsten Nilsson», 1966; «Cellen, collage for radio», 1972). Иногда он оставлял художественную деятельность в пользу газетной и телевизионной журналистики. Псевдо-журналистское содержание его поздней живописи связано с борьбой за богатства Третьего мира и другими политическими вопросами.
В 1966 Фальстрём выставил работу в шведском павильоне на Венецианской биеннале. Он умер от рака 9 ноября 1976 в Стокгольме. В 1979 началась посмертная передвижная ретроспектива работ Фальстрёма, которая завершилась в Центре Помпиду в Париже в 1981.
В 2009 куратор 53-й Венецианской биеннале Даниэль Бирнбаум, критик, философ и историк искусства из Швеции, включил инсталляцию Эйвинда Фальстрёма Dr Schweitzer’s Last Mission в основной проект.

## Персональные выставки
| - 2004 Johann König, Берлин - 2003 Museu d’Art de Girona, Жирона - 2003 KINZ + TILLOU FINE ART, Нью-Йорк - 2003 Museum het Domein, Ситтард - 2002 BALTIC The Centre for Contemporary Art, Гейтсхед - 2002 Samek Art Gallery, Льюисбург - 2002 Institute d`art contemporain, Виллербанн - 2001 Bawag Foundation, Вена - 2001 Massachusetts Museum of Contemporary Art, Норт Адамс - 2001 Galerie Aurel Scheibler, Кёльн - 2001 Cia Monopoly — Göteborgs Konstmuseum, Гётеборг | - 2000 Museu d´Art Contemporani de Barcelona, Барселона - 2000 ASU Art Museum, Arizona State University Art Museum, Темпе - 2000 Haggerty Museum of Art, Милуоки - 2000 Graphic Works and Mulitples — Bildmuseet, Умео - 1999 Gallery 400, Университет Иллинойса и Чикаго, Чикаго - 1995 Gesellschaft für Aktuelle Kunst e.V. Bremen, Бремен - 1993 Sidney Janis Gallery, Нью-Йорк - 1990 Galerie Baudoin Lebon, Париж | - 1983 Walker Art Center, Миннеаполис - 1982 Solomon R. Guggenheim Museum, Нью-Йорк - 1982 Sidney Janis Gallery, Нью-Йорк - 1980 Museum Boijmans van Beuningen, Роттердам - 1980 Центр Помпиду, Париж - 1979 Moderna Museet, Стокгольм - 1977 Galerie Baudoin Lebon, Париж - 1976 Sidney Janis Gallery, Нью-Йорк - 1973 Sidney Janis Gallery, Нью-Йорк - 1971 Sidney Janis Gallery, Нью-Йорк - 1967 Sidney Janis Gallery, Нью-Йорк - 1954 Eskilstuna Artmuseum, Эскильстуна |

## Работы в публичных коллекциях
| - Bawag Foundation, Вена, Австрия - Центр Помпиду, Париж, Франция - les Abattoirs de Toulouse, Тулуза, Франция - Irish Museum of Modern Art, Дублин, Ирландия - National Museum of Western Art, Токио, Япония - Museum het Domein, Ситтард, Нидерланды - Berardo Museum — Collection of Modern and Contemporary Art, Лиссабон, Португалия - Museu d´Art Contemporani de Barcelona, Барселона, Испания | - Moderna Museet, Стокгольм, Швеция - Tate Britain, Лондон, Великобритания - MOCA Grand Avenue, Лос-Анджелес, США - Музей современного искусства, Нью-Йорк, США - Художественный институт Чикаго, Чикаго, США - Smithsonian American Art Museum, Вашингтон - Massachusetts Museum of Contemporary Art, Норт Адамс |